# Ла-Монсели
Ла-Монсели́ (фр. и окс. La Monselie) — коммуна во Франции, находится в регионе Овернь. Департамент — Канталь. Входит в состав кантона Сень. Округ коммуны — Морьяк.
Код INSEE коммуны — 15128.
Коммуна расположена приблизительно в 400 км к югу от Парижа, в 70 км юго-западнее Клермон-Феррана, в 50 км к северу от Орийака.

## Население
Население коммуны на 2008 год составляло 117 человек.
| 1962 | 1968 | 1975 | 1982 | 1990 | 1999 | 2008 |
| ---- | ---- | ---- | ---- | ---- | ---- | ---- |
| 154  | 181  | 154  | 141  | 134  | 114  | 117  |

## Администрация
| Период | Период | Фамилия        | Партия | Примечания |
| ------ | ------ | -------------- | ------ | ---------- |
| 2001   | 2008   | Андре Поммара  |        |            |
| 2008   |        | Жаклин Гальвен |        |            |

## Экономика

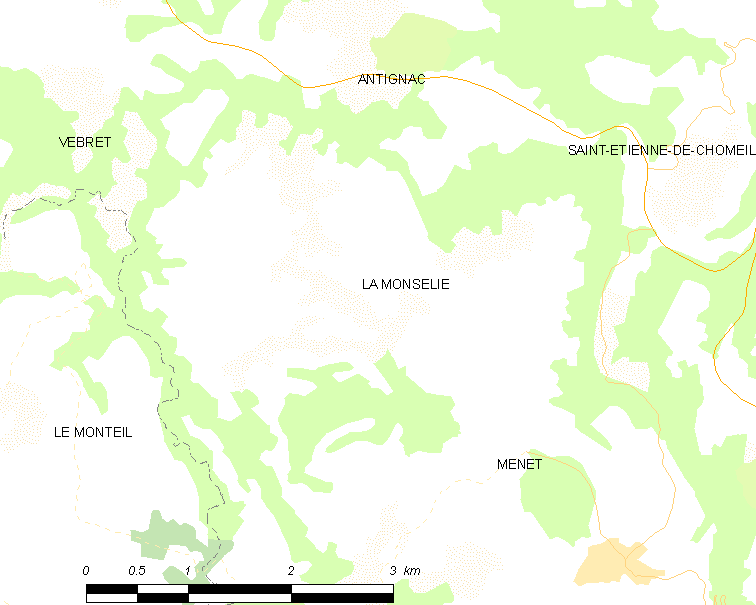
Карта коммуны

В 2007 году среди 67 человек в трудоспособном возрасте (15—64 лет) 45 были экономически активными, 22 — неактивными (показатель активности — 67,2 %, в 1999 году было 61,8 %). Из 45 активных работали 40 человек (28 мужчин и 12 женщин), безработных было 5 (2 мужчин и 3 женщины). Среди 22 неактивных 3 человека были учениками или студентами, 10 — пенсионерами, 9 были неактивными по другим причинам.

## Достопримечательности
- Замок Мюра-ла-Раб (XV век). Памятник истории с 1984 года[3]